# Pamětní medaile národního odboje na Jadranu
Pamětní medaile národního odboje na Jadranu, je pamětní dekorace, která byla založena v roce 1948 v souvislosti s oslavami 30. výročí vzpoury námořníků v boce Kotorské.
Medaile se předávala v papírové krabičce s malou stužkou a udělovacím dekretem.